# 金沢カレー

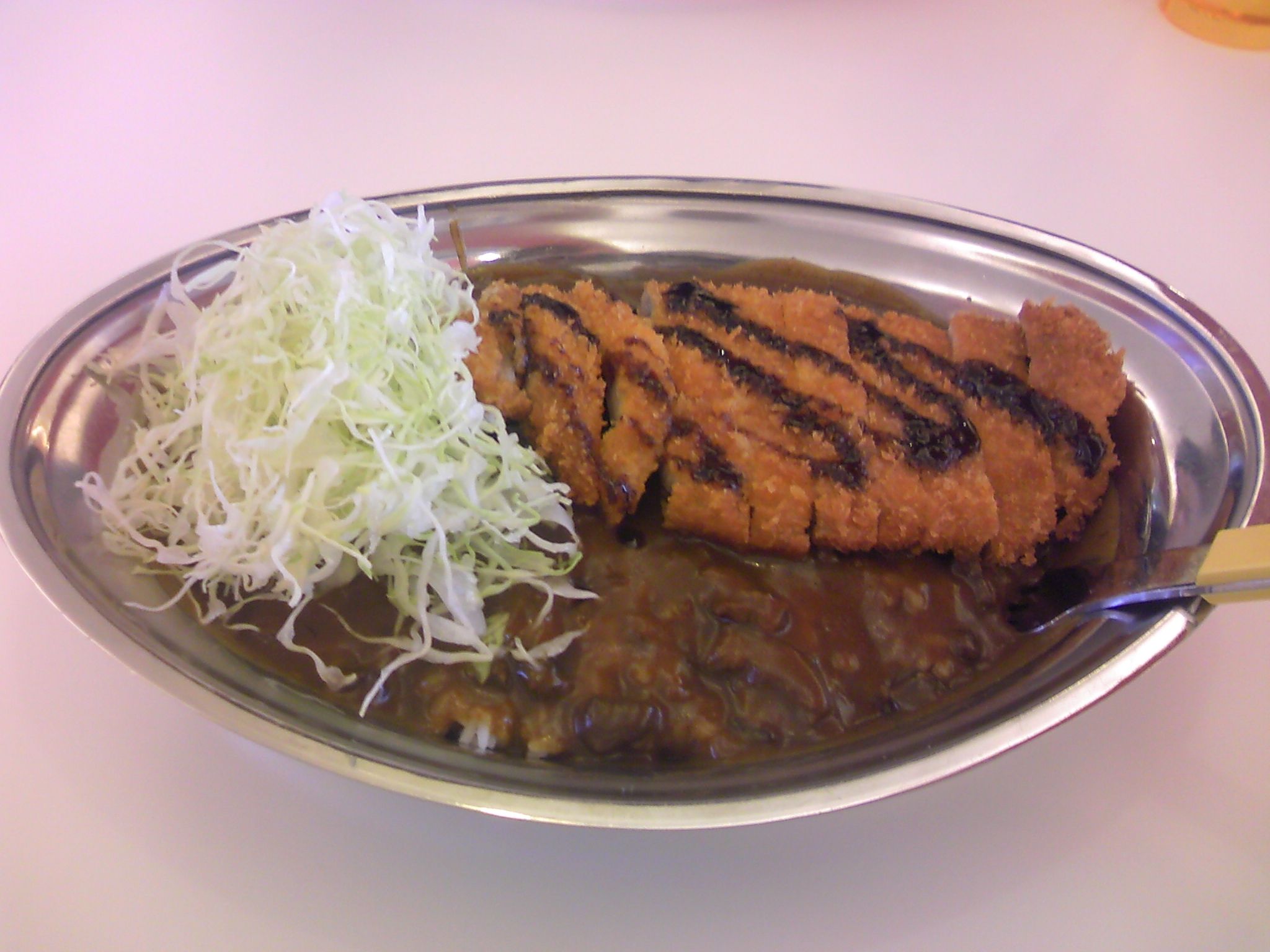
金沢カレー（カレーのチャンピオンのLカツカレー）

金沢カレー（かなざわカレー）とは、主に金沢市を中心とする石川県内におけるカレーライス専門店で提供される、独自の特徴を持ったカレーライスである。「カレーのチャンピオン」創業者の田中吉和がレシピを考案したと言われており、石川県で古くから営業している老舗店は、2025年現在で65年近くの歴史がある。

## 概要

### 成り立ち
『カレーのチャンピオン』創業者で洋食シェフであった田中吉和が、そのレシピを考案。田中が独立し、1961年に開店した洋食店『洋食タナカ』では、開店当初こそ通常の洋風カレーライスを提供していたが、遅くとも1963年までには、ステンレス皿に盛り付けられ、キャベツとソースがかかったカツを添えるという、現在の金沢カレーのスタイルが確立していたようである。
翌1964年、田中が独立前にチーフコックを務めていたレストラン『ニューカナザワ』の弟弟子・今渡忠が、田中からカレーのレシピを受け取る。今渡はこのレシピに独自のアレンジを加え『インデアンカレー』を立ち上げ人気となった。これに影響される形で、1965年には『洋食タナカ』がカレーライス専門店となる。1966年創業の『キッチン・ユキ』の開店時にも、田中・今渡らからカレーのレシピが伝えられた。
このように、レシピが一部の老舗店の創業者に共有されたことにより、石川県で同時期に同じようなスタイルのカレー店が相次いで創業することになった。

### 名称の始まり
代表する店の多くは既に60年以上の歴史があるが、そのカレーに「金沢カレー」の名称が付されるようになったのは2000年代中頃からであり、名称としては比較的に新しい。各店とも地元での営業が中心で、金沢カレーのような名称は使われていなかったが、そのスタイルは地元で古くから定着している。

### 特徴
基本的に以下の特徴を有するが、すべての店舗が満たしているわけではない。
- 黒に近い深い色のカレーで、ドロっとしたテクスチャーである[3]。
- ステンレス製の舟形皿に盛りつけられる[3]。
- フォークもしくは先割れスプーンで食べる[3]。
- 一般的なカツカレーと違って、カレーの上にカツがのせられ、ソースが掛かる[3]。
- 千切りキャベツが添えられている[3]。

## 浸透経緯
2006年1月、この頃からご当地カレーの「よこすか海軍カレー」や「札幌スープカレー」の対比として「金沢カレー」という言葉が徐々に使われ始める。
2006年9月、名古屋市で「金沢カレー」を店名とするカレーチェーンが開業。
2006年9月27日、地元の佃煮メーカー・佃食品が地元食材を使ったレトルトカレーを「佃の金沢カレー」として商標出願、2007年7月13日に商標登録された（商標登録番号第5061623号）。
2007年4月13日放送の日本テレビ系『ズームイン!!SUPER』「ズムとく!〜金沢カレー世界へ発信!〜」では、石川県出身の松井秀喜にニューヨークで、日本より持参したこのカレーを食べさせていた。全国ネットのテレビ番組で「金沢カレー」が使われた、初めてかそれに近い事例と思われる。
2007年に各店のWebサイト上で、「ゴーゴーカレー」が「金沢カレーの火付け役」を名乗り始めると、「カレーのチャンピオン」では「元祖金沢カレーの店」という表記を追加した。
2008年6月、金沢市定例議会の一般質問において、ご当地グルメの具体例として「金沢カレー」が取り上げられる。
2008年11月20日発行のフリーペーパー「食べる」vol.1の南政広チャンピオンカレー社長インタビュー記事には、7〜8年前、石川生まれのカレーが話題になっていた2ちゃんねるのスレッドに、南社長が「金沢カレー」と言葉を最初に作り、書き込んだというエピソードが掲載されている。但し、2010年現在ではまちBBSを含む2ちゃんねるの1999年から2002年の現存する過去ログdatファイル上には、「金沢カレー」のキーワードで全文検索を行っても該当はない。2ちゃんねるではサーバーのトラブルにより保存されていない過去ログもあるため、実際に書き込みを行ったかについては不明である。チャンピオンカレー公式Twitterでは、この説は正しくない可能性が高いとの書き込みもある。
2019年8月15日、バラエティー番組秘密のケンミンSHOWにて、全国ネットで金沢カレーが紹介された。

## その他
2010年6月3日放送の日本テレビ系『秘密のケンミンSHOW』において、チャンピオンカレーが金沢カレーとして紹介され、御飯を全て覆い隠す量の濃厚なルーと千切りキャベツにトンカツを乗せ、スパイスの効いたカレーとキャベツを混ぜながらフォークで食べるスタイルが取り上げられた。しかし、2010年当時、地元石川県ではキャベツをカレーに混ぜて食べるという作法や習慣はなく、混ぜない人が圧倒的に多いという意見もある。

## 北陸地方以外への出店
- 北陸地方以外へは「ターバンカレー」が京都府・長野県、「カレーの市民アルバ」が兵庫県に古くから出店している。2006年に「カレーの市民アルバ」は首都圏や関西圏に、2007年には「カレーのチャンピオン」が首都圏にフランチャイズ展開を開始している。中京圏ではカレーチェーン「金沢カレー」以外にも「カレーのチャンピオン」が積極的にフランチャイズ展開している。今のところ関西圏以西には「カレーのチャンピオン」は1店舗もないが、今後フランチャイズ展開する予定である。
- 金沢市に本社を置くゴーゴーカレーが、東京都などを中心にチェーン展開している。また、ゴーゴーカレーは 金沢カレーの老舗カレーハウス・ターバンの姉妹店である。
- 多くの有名店では通信販売を取り扱っている。
- 「カレーのチャンピオン」と「カレーの市民アルバ」は他業種に対してのカレーソースのみの卸提供も行っている。
- 東京都港区に本社を置く、北陸地方発祥のアパグループが2011年より全国のアパホテルのフロント等で販売している「アパ社長カレー」も金沢カレーがベースである[9]。

## その他
- 「カレーの市民アルバ」では、本店が小松市にあるためか、フランチャイジーのKGF（加賀電子子会社）では「加賀カレー」を自称している[10]。
- 「漫画喫茶フリークス」では、金沢カレーを食事メニューにて提供しており、一部店舗で19日、29日の「フリークスデー」では100円にて、この金沢カレーを提供している。[11]。

## 代表的店舗
- カレーのチャンピオン（野々市市） - 1961年洋食タナカとして創業
- ゴーゴーカレー（金沢市） - 2004年創業、ターバン出身、業界最大手
  - カレーハウス・ターバン（金沢市） - 1971年創業、創業期に洋食タナカと関係あり。2019年にゴーゴーカレーに吸収合併され、同社のブランドとして存続。
- インデアンカレー - 1964年創業、大阪府のインデアンカレーとは異なる
- カレーの市民アルバ（小松市） - 1971年創業
- キッチン・ユキ（白山市）
- ゴールドカレー（金沢市） - チャンピオン出身
- アパ社長カレー
- 金澤8キッチン